# Jagh tackar tigh genom tin Son
Jagh tackar tigh genom tin Son är en tysk morgonpsalm, Ich dank dir schon durch deinen Sohn, i åtta verser av kapellmästaren i Brunsweig Michael Praetorius. Upphovet till den svenska översättningen är okänt.
Psalmen inleds 1695 med orden:
Jagh tackar tigh genom tin Son
O Gudh för tina nåde!
Enligt 1697 års koralbok används samma melodi som till psalmerna Gudh! Skynda tigh at frälsa migh (nr 69) Lof, prijs och ähra ware tigh (nr 346) Gudh haar sin Sool igen upsatt (nr 361).

## Publicerad i
- Göteborgspsalmboken under rubriken "Tacksäijelse och Böön Morgon och Affton".[1]
- 1695 års psalmbok som nr 352 under rubriken "Morgon-Psalmer".